# Württembergische Landesbibliothek

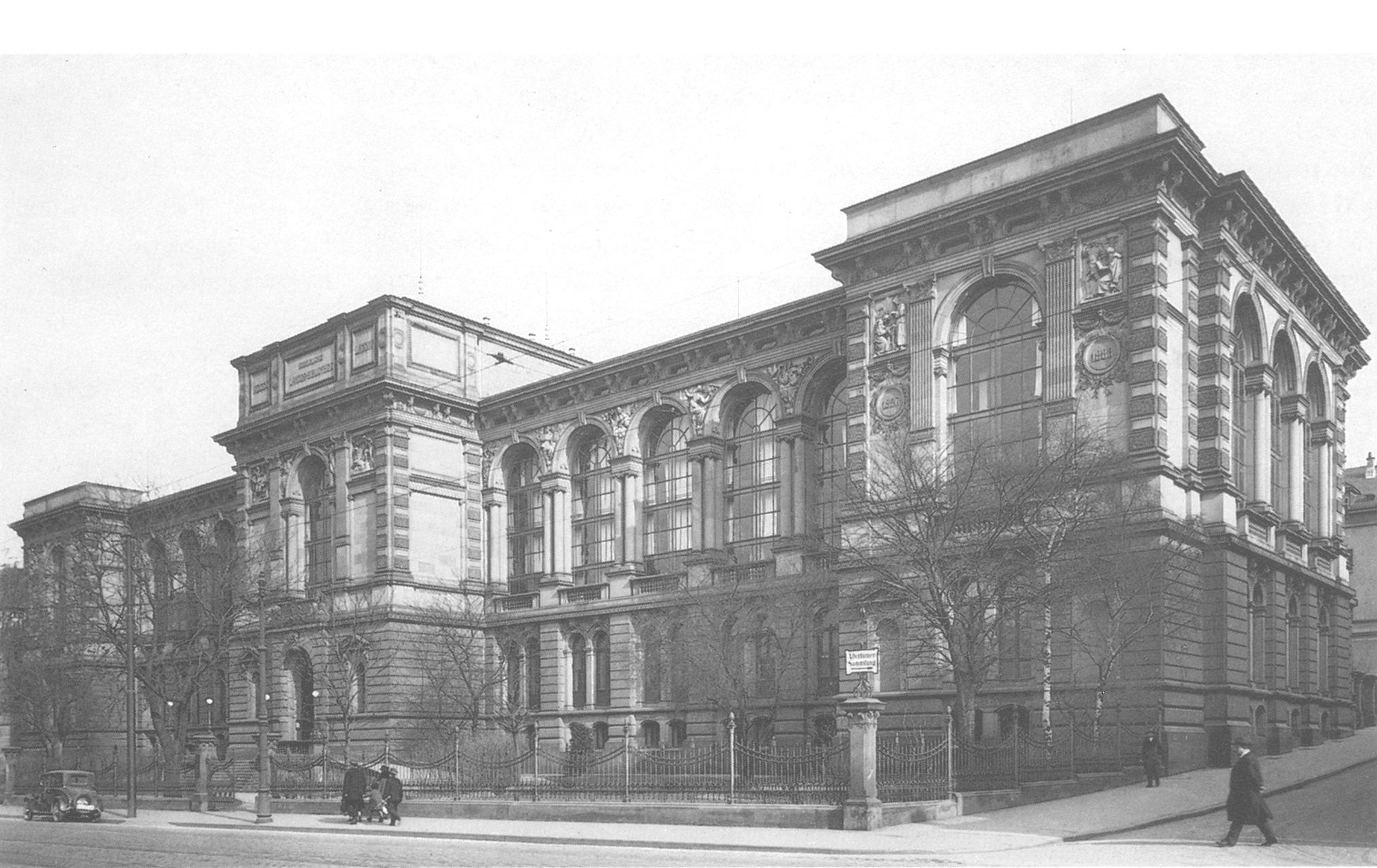
Alte Landesbibliothek (1886 erbaut, 1970 abgerissen)

Die Württembergische Landesbibliothek (WLB) ist eine große wissenschaftliche Universalbibliothek in der baden-württembergischen Landeshauptstadt Stuttgart. Neben der Badischen Landesbibliothek (BLB) in Karlsruhe ist sie die Regionalbibliothek für Baden-Württemberg, wobei die WLB speziell für die Regierungsbezirke Stuttgart und Tübingen zuständig ist. Besonders widmet sich die Landesbibliothek der Beschaffung, Erschließung, Archivierung und Bereitstellung des Schrifttums über Württemberg, den so genannten Württembergica. Zusammen mit der BLB hat sie auch das Pflichtexemplarrecht für Baden-Württemberg (seit 1964, vorher nur für Württemberg) und ist damit Archivbibliothek. Mit einem Bestand von über 6 Millionen Medieneinheiten ist die Württembergische Landesbibliothek die größte wissenschaftliche Bibliothek in Baden-Württemberg.

## Bestände
6,4 Millionen Medieneinheiten, davon u. a. (Stand: 18. März 2025):
| - 4.253.440 Bände Buchmaterialien - 15.751 Handschriften - 7.094 Inkunabeln - 180.905 Autographen - 493.274 Mikroformen - 159.867 Karten und Pläne - 97.462 Plakate - 36.930 Porträts | - 159.916 Flugblätter - 588.803 Fotos - 163.947 Feldpostbriefe - 81.223 Noten - 52.665 AV-Medien (Ton- und Bildträger) - 31.090 CD-ROMs - 22.314 Bibeln (in 803 Sprachen) |

| - 7.524 laufend gehaltene Zeitungen und Zeitschriften - 33.564 elektronische Zeitschriften - 382.061 E-Books - 295 Online-Datenbanken |

## Geschichte

### Standorte und Namen
Die Württembergische Landesbibliothek hat sechsmal ihren Standort und fünfmal ihren Namen gewechselt.
| Jahr | Gebäude         | Ort         | Straße                   |
| ---- | --------------- | ----------- | ------------------------ |
| 1765 | Beck’sches Haus | Ludwigsburg | Stuttgarter Straße 12/1  |
| 1767 | Grafenhaus      | Ludwigsburg | Schlossstraße 29/31      |
| 1777 | Herrenhaus      | Stuttgart   | Marktplatz               |
| 1820 | Invalidenhaus   | Stuttgart   | Konrad-Adenauer-Straße 8 |
| 1886 | Neubau 1886     | Stuttgart   | Konrad-Adenauer-Straße 8 |
| 1970 | Neubau 1970     | Stuttgart   | Konrad-Adenauer-Straße 8 |

| Jahr | Name                                 |
| ---- | ------------------------------------ |
| 1765 | Herzogliche Öffentliche Bibliothek   |
| 1803 | Kurfürstliche Öffentliche Bibliothek |
| 1806 | Königliche Öffentliche Bibliothek    |
| 1901 | Königliche Landesbibliothek          |
| 1921 | Württembergische Landesbibliothek    |

### Gründung in Ludwigsburg (1765)

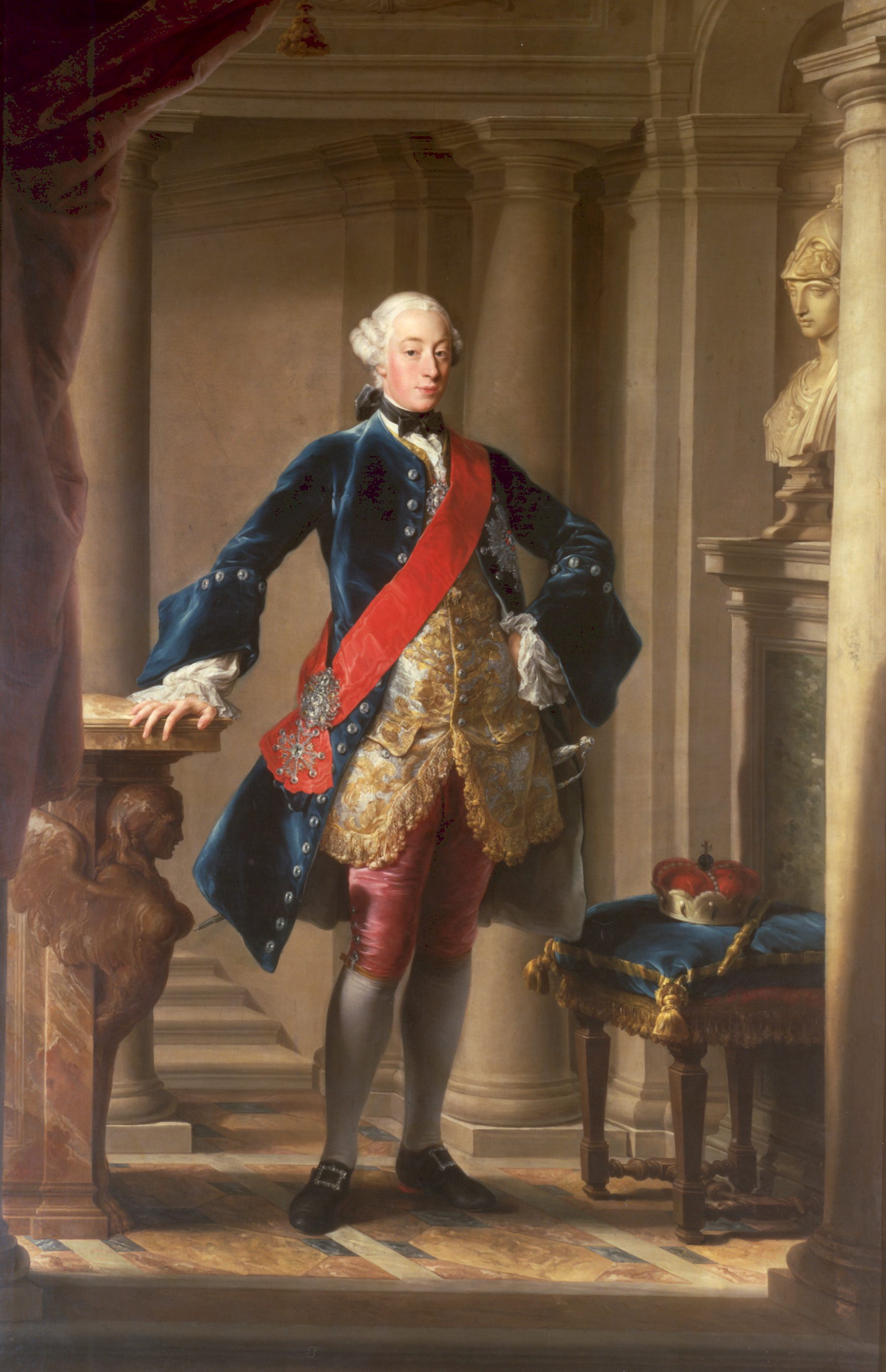
Gründer der Bibliothek: Herzog Carl Eugen von Württemberg (Gemälde von Pompeo Batoni aus dem Jahr 1756)

Gegründet wurde die Bibliothek von Herzog Carl Eugen am 11. Februar 1765, seinem 37. Geburtstag, als Herzogliche Öffentliche Bibliothek. Ihr erster Standort war das Beck'sche Haus (heute Stuttgarter Straße 12/1) in der damaligen württembergischen Residenzstadt Ludwigsburg. Bemerkenswert an der Gründung war, dass die Bibliothek ihrem Stiftungsdiplom nach von Anfang an jedermann offenstand, „mit alleiniger Ausnahme der Livrée-Bedienten“. Der Herzog, dem seine Bibliothek eine Herzensangelegenheit war und der zeit seines Lebens als oberster Bibliothekar fungierte, hatte also keine weitere Hofbibliothek geschaffen, wie sie damals noch üblich war, sondern eine Institution, die bereits wesentliche Züge einer modernen Bibliothek aufwies. Auch die Erwerbungsrichtlinien strebten bereits eine Repräsentation aller Fachbereiche im Bestand an. 1767 zog die Bibliothek in den Grafen- und Gesandtenbau in der Schloßstraße 29/31 in Ludwigsburg um. Das Gemälde Carl Eugens von Pompeo Batoni aus den Jahren 1753–1756 gehörte zur Gründungsausstattung der herzoglichen Bibliothek und hängt heute im Katalograum der Württembergischen Landesbibliothek.

### Verlegung nach Stuttgart (1777)
1777 wurde die Bibliothek nach Stuttgart verlegt, das seit 1775 wieder württembergische Residenz war. Das aus dem Jahre 1435 stammende Herrenhaus, ein großer Holzbau direkt am Stuttgarter Marktplatz, nahm die Bibliothek auf, die dort am 12. Februar 1777 neu eröffnet wurde. Wegen der Holzbauweise bestand hohe Feuergefahr, und die Bibliothekare waren oft mit ständigen diesbezüglichen Vorsichts- und Abwehrmaßnahmen beschäftigt.
Herzog Carl Eugen hatte den Ehrgeiz, eine der führenden Bibliotheken Deutschlands zu etablieren. Grundstock der Bestände waren die Bibliothek der Ludwigsburger Residenz, noch von Herzog Eberhard Ludwig begonnen, und die angekauften Buchbestände des ersten Bibliothekars Joseph Uriot; zusammen um die 10.000 Bände. Das seit 1710 in Württemberg bestehende Pflichtexemplar wurde von der Bibliothek des Regierungsrats auf die neue Bibliothek übertragen. Auch die herzogliche Antiquitäten-Sammlung und das Medaillen-Cabinett wurden der Bibliothek zugeschlagen. Höchstpersönlich kümmerte der Herzog sich um den Bestandsausbau, war ständig in Sachen Bibliothek unterwegs und kaufte unter Aufwendung beträchtlicher Summen vielfältige Sammlungen an, u. a. zwei große Bibelsammlungen des Kopenhagener Predigers Josias Lorck und des Nürnberger Archidiakons Georg Wolfgang Panzer, die den Grundstock für die große Bibelsammlung der WLB bildeten. Nach Verlegung der Bibliothek nach Stuttgart wurde eine Reihe von Behördenbibliotheken aus dem ganzen Land in den Bestand aufgenommen. Vom württembergischen General Ferdinand Friedrich von Nicolai kaufte Herzog Carl Eugen auch die seither so genannte Sammlung Nicolai.
Gegen Lebensende des Herzogs hatte die Bibliothek einen Bestand von 100.000 Bänden erreicht, Teile der Bestände mussten aus dem Herrenhaus ausgelagert werden. Obwohl Herzog Carl Eugens Nachfolger zunächst wenig Interesse an der Bibliothek zeigten und schon 1794, wenige Monate nach seinem Tod, den Neukauf von Büchern drastisch einschränkten, wuchsen die Bestände weiter. Für Zuwachs sorgten u. a. ab 1803 die Bibliotheken der Klöster, die im Zuge der Säkularisation neu an Württemberg gekommen und aufgehoben worden waren, beispielsweise Weingarten, Zwiefalten oder Wiblingen. Große Teile der Bestände, vor allem die wertvollen Handschriften, gingen allerdings nicht an die öffentliche Bibliothek, sondern an die von König Friedrich 1810 neu geschaffene Königliche Handbibliothek, eine Fürstenbibliothek alten Typs. Erst später gingen auch diese Bestände, noch später dann die gesamte Königliche Handbibliothek, ab 1886 Königliche Hofbibliothek, an die Landesbibliothek.
Wegen großer Raumnot zog die Bibliothek, nunmehr Königliche Öffentliche Bibliothek, 1820 um in das Invalidenhaus an der Neckarstraße 8, das ursprünglich 1810 für ein Invalidenregiment errichtet worden war. Damit war der Standort erreicht, an dem die Bibliothek sich noch heute befindet. Dieses Gebäude war zumindest teilweise aus Stein errichtet, zu großen Teilen bestand es aber immer noch aus Holz, so dass die Feuergefahr auch in diesem Gebäude hoch blieb.

### Erster Bibliotheksbau (1886)

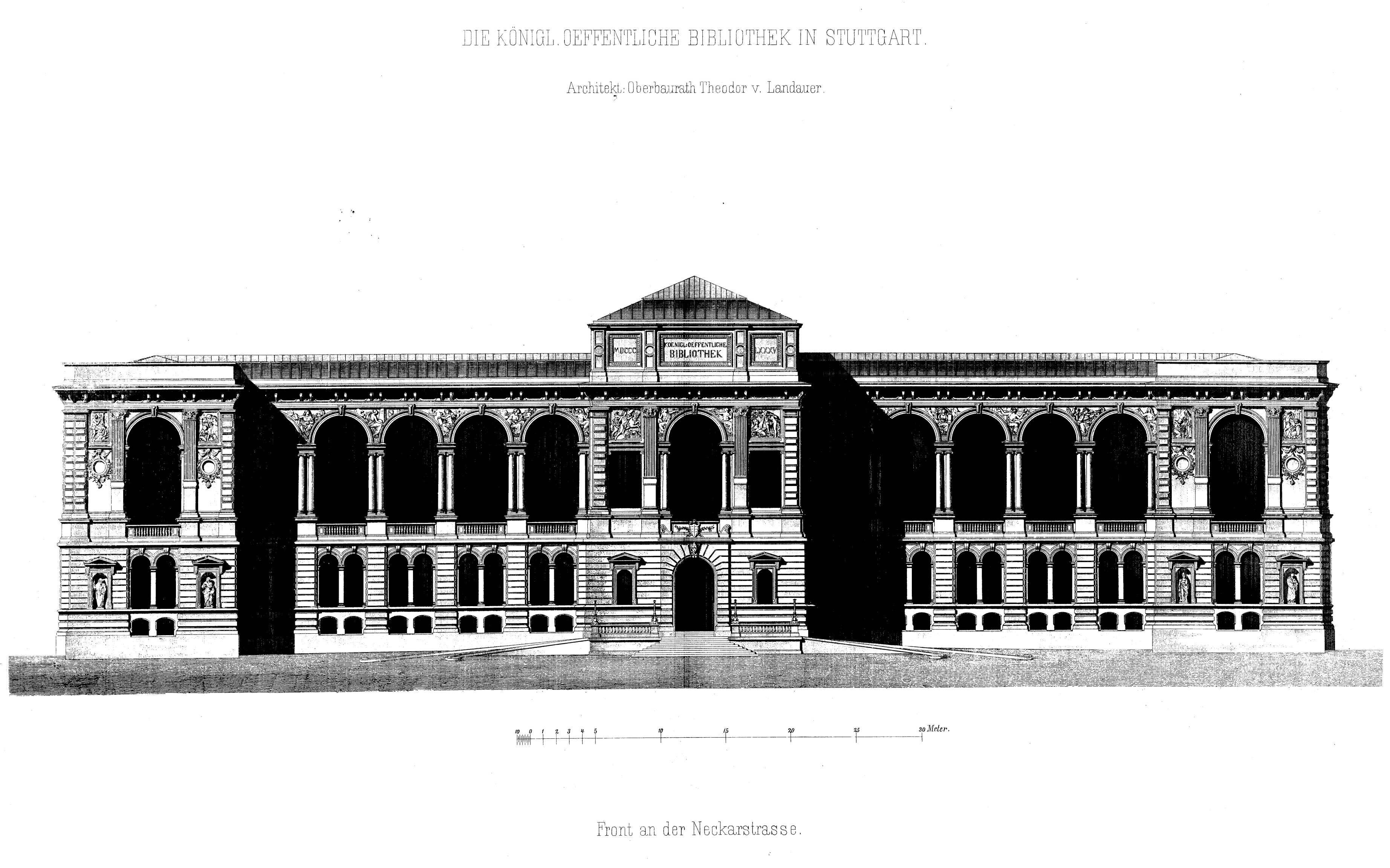
Fassade des Landauer-Baus von 1886

Auch das Invalidenhaus war ein Holzbauwerk, und wegen der Feuergefahr drängte die Bibliothek immer wieder auf einen Neubau aus Stein, der schließlich 1878 bis 1886 unter dem ausführenden Architekten Theodor von Landauer an (fast) gleicher Stelle errichtet wurde. Für den Fassadenschmuck mit Reliefs und Kapitellen war Adolf von Donndorf verantwortlich. Leiter der Bibliothek war zu dieser Zeit der auch als Historiker hervorgetretene Wilhelm Heyd. Nach seiner Ernennung zum König hatte König Friedrich I. die Bibliothek in Königliche Öffentliche Bibliothek umbenannt, 1901 wurde sie in Königliche Landesbibliothek und nach dem Ende der Monarchie 1921 in Württembergische Landesbibliothek umbenannt.
Während des Zweiten Weltkrieges, in der Nacht vom 12. auf den 13. September 1944, brannte das Bibliotheksgebäude bei einem schweren Luftangriff auf Stuttgart beinahe vollständig aus. Nur das separat stehende Verwaltungsgebäude (und mit ihm die Bibliothekskataloge) konnten vor der Feuersbrunst gerettet werden. Alle Bestände, die nicht ausgelagert worden waren, verbrannten. Über 400.000 Bände, etwa die Hälfte des damaligen Gesamtbestandes, gingen verloren; darunter die gesamte neuere Literatur ab 1930, komplette Fachgruppen, viele Zeitungen und Zeitschriften und auch der größte Teil der ehemaligen Hofbibliothek. Die andere Hälfte des Bestandes, darunter die meisten Kostbarkeiten, war zum Glück rechtzeitig ausgelagert und damit gerettet worden.
Das Bibliotheksgebäude wurde nach 1944 teilweise wiederaufgebaut und am 21. Februar 1946 wiedereröffnet. 1970 wurde es abgebrochen. An seiner Stelle wurde die heutige Landesbibliothek errichtet.

### Zweiter Bibliotheksbau (1970)

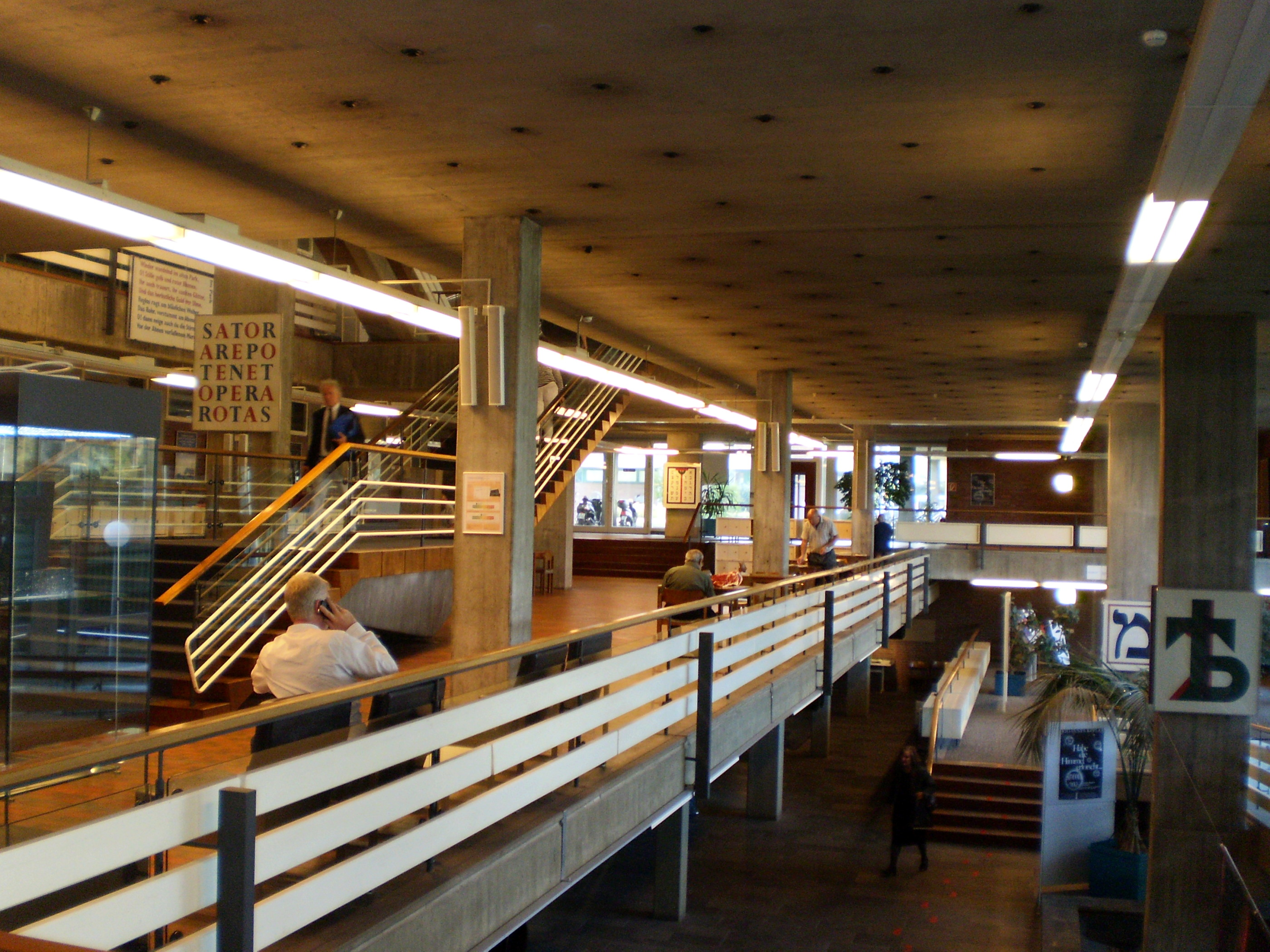
Foyer des Linde-Baus von 1970

In der Nachkriegszeit wurde versucht, die großen Lücken, die der Krieg gerissen hatte, zu schließen, was teilweise gelang, vor allem durch großzügige Spenden der württembergischen Verlage. Unter der Ägide Wilhelm Hoffmanns, der die Landesbibliothek von 1945 bis 1969 leitete und mit Theodor Heuss (dem damaligen württemberg-badischen Kultminister) befreundet war, gelang es, von Regierung und Landtag ausreichende Mittel für den Neuanfang zu erhalten. Als am 3. August 1970, nach jahrzehntelangen Provisorien, das heutige Bibliotheksgebäude (Entwurf: Prof. Horst Linde) eingeweiht wurde, hatte der Bibliotheksbestand schon fast wieder die Größe vor der Zerstörung erreicht. Unter Hoffmanns Nachfolger Hans-Peter Geh, der von 1985 bis 1991 Präsident der internationalen Bibliotheksvereinigung IFLA war, konnten die Bestände mehr als verdoppelt werden; 1990 betrugen sie rund 2,5 Millionen Bände.
Seit dem Ausbau der Technischen Hochschule Stuttgart zur Voll-Universität Stuttgart im Jahre 1967 übernimmt die WLB, ihrem Bestandsschwerpunkt bei den Geisteswissenschaften entsprechend, für die geisteswissenschaftlichen Fächer der Universität die Literaturversorgung und fungiert insofern als Universitätsbibliothek, außerdem auch als Hochschulbibliothek für die benachbarte Musikhochschule (Hochschule für Musik und Darstellende Kunst Stuttgart) und die Kunsthochschule (Staatliche Akademie der Bildenden Künste Stuttgart). Etwa 91 % des Buchbestandes sind in geschlossenen Magazinen aufgestellt.
Die Badische und die Württembergische Landesbibliothek erstellen und veröffentlichen gemeinsam die Landesbibliographie Baden-Württemberg. Unter dem Namen Baden-Württembergisches Online-Archiv (BOA) kooperieren beide Bibliotheken darüber hinaus bei der Online-Archivierung von Internetseiten, die sich auf Baden-Württemberg beziehen.
Zum 1. Januar 2000 wurden Personal und Bestände der Bibliothek für Zeitgeschichte übernommen, die schon seit 1972 im Gebäude der WLB ansässig war und deren Bestände über die WLB zu benutzen waren. Rund 350.000 Bände zur Zeitgeschichte ab 1914, insbesondere zum Militärwesen und zur Konfliktforschung, gingen an die Landesbibliothek über, nebst archivalischen Sondersammlungen mit u. a. Plakaten und Feldpostbriefen sowie dem ehemaligen DFG-Sondersammelgebiet 8.3 Nicht-konventionelle Materialien zur Zeitgeschichte aus dem deutschsprachigen Bereich.

### Erweiterungsbau (2020)

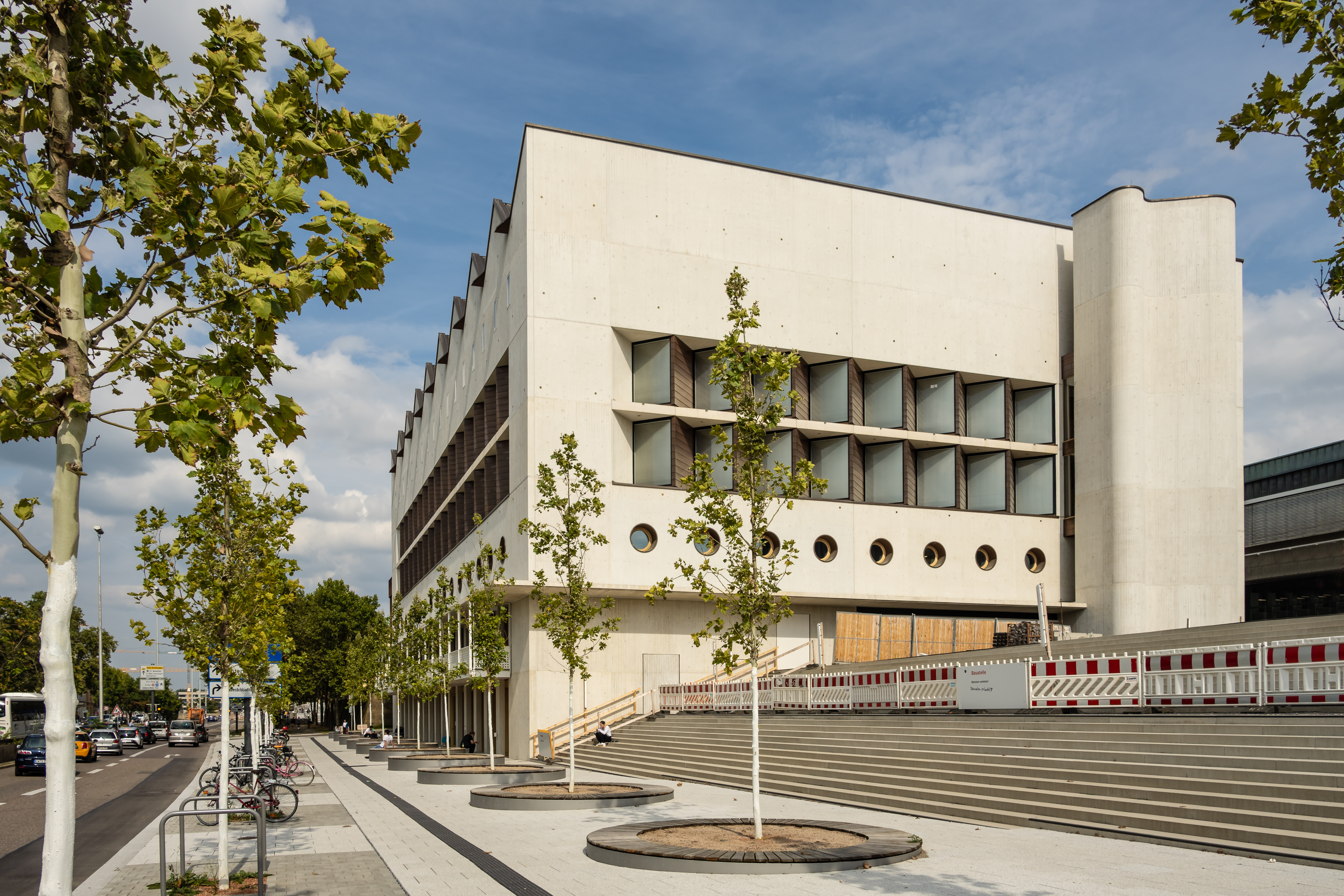
Erweiterungsbau von 2020

Um der Bibliothek mehr Raum für ihre Bestände und Benutzer zu geben und die bislang nicht mögliche Präsentation rund einer halben Million Bände in Freihandaufstellung statt in geschlossenen Bibliotheksmagazinen zu ermöglichen, kündigte der baden-württembergische Ministerpräsident Günther Oettinger am 17. Juni 2008 die Errichtung eines Erweiterungsbaus für die Landesbibliothek an, der zum 250-jährigen Bestehen der Bibliothek im Jahr 2015 eröffnet werden sollte. Hierzu wurde 2010/2011 ein Architektenwettbewerb abgehalten. Finanzprobleme des Landes Baden-Württemberg machten im Herbst 2012 eine Realisierung des Neubaus zum geplanten Eröffnungstermin 2015 aber wieder fraglich. Im Frühjahr 2015 wurden schließlich die Bauarbeiten begonnen; am 5. Oktober 2020 wurde der nach Plänen des Stuttgarter Architekturbüros Lederer Ragnarsdóttir Oei errichtete, 58 Millionen Euro teure Erweiterungsbau eröffnet. Anschließend soll das Bibliotheksgebäude von 1970 umgebaut und angepasst werden, was wiederum mehrere Jahre in Anspruch nehmen soll.

## Direktoren (anfänglich Oberbibliothekare)
- 1765–1776: Joseph Uriot
- 1776–1786: Johann Friedrich Lebret
- 1786–1789: Georg Friedrich Vischer und Johann Gottlieb Schott
- 1789–1813: Johann Gottlieb Schott
- 1813–1828: Friedrich Matthisson
- 1828–1829: Karl Friedrich Lebret
- 1830–1846: Immanuel Gottlieb Moser
- 1846–1873: Christoph Friedrich Stälin
- 1873–1897: Wilhelm Heyd
- 1897–1900: August Wintterlin
- 1900–1913: Carl Steiff
- 1913–1919: Adolf Friedrich Bonhöffer
- 1920–1928: Emil Rath
- 1928–1933: Franz Schmid
- 1933–1945: Theophil Frey
- 1939–1945: Friedrich Gaub (führte die Dienstgeschäfte vor Ort)
- 1946–1969: Wilhelm Hoffmann
- 1970–1997: Hans-Peter Geh
- 1997–1999: Birgit Schneider (kommissarisch)
- 1999–2018: Hannsjörg Kowark
- 2019–0000: Rupert Schaab[9]

## Wichtige Sammlungen

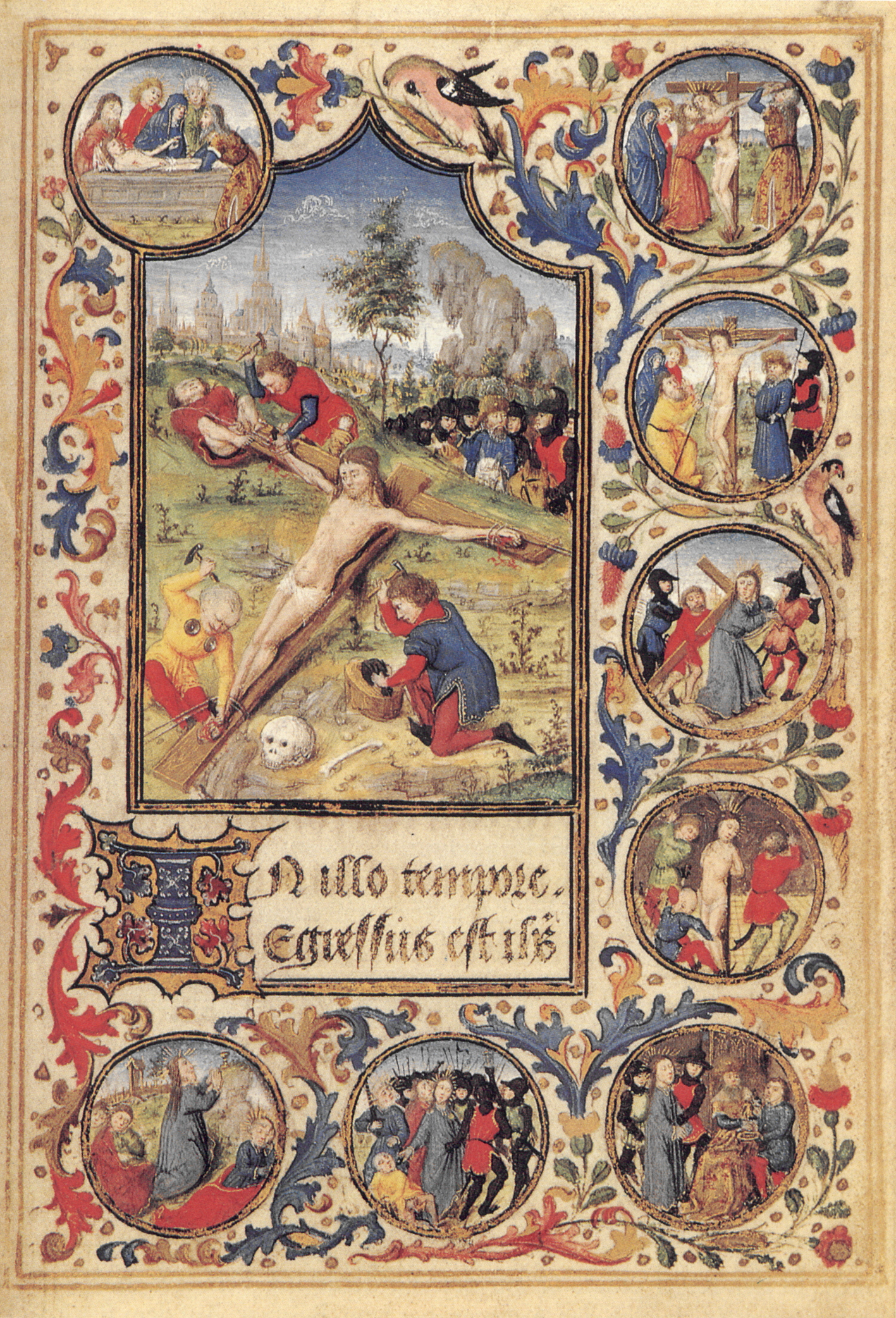
Fol. 26^{r} aus dem Sachsenheimgebetbuch, um 1460, Cod. brev. 162 (von der WLB 1960 erworben)

- Handschriftensammlung mit über 15.000 Handschriften; zuletzt 1993 bedeutend vermehrt um über 700 Handschriften durch den Ankauf der Handschriftensammlung der Fürstlich Fürstenbergischen Hofbibliothek Donaueschingen durch das Land Baden-Württemberg
- Alte und Wertvolle Drucke mit u. a. über 7.000 Inkunabeln, einer kleinen Sammlung kostbarer Bucheinbände, Rara des 16. bis 19. Jahrhunderts und den Resten der ehemaligen Hofbibliothek
- Bibliothek für Zeitgeschichte mit etwa 400.000 Bänden sowie Archivalien zur Zeitgeschichte ab 1914 (Stand: 2000)
- Bibelsammlung mit mehr als 20.000 gedruckten Bibeln, u. a. eine 1978 erworbene Gutenberg-Bibel und das einzig vollständige Exemplar (eines von nur drei erhaltenen) des Erstdrucks der englischen Bibelübersetzung von William Tyndale. Die Bibelsammlung der WLB ist die bedeutendste deutsche und nach der der British Library weltweit die bedeutendste überhaupt.
- Musiksammlung mit zahlreichen Musikhandschriften und Musiker-Nachlässen
- Karten- und Graphische Sammlungen mit über 155.000 Karten und etwa 30.000 Bildnissen, vorwiegend baden-württembergischer Personen, etwa 8.000 Ansichten württembergischer Städte und Gemeinden und etwa 35.000 Ansichtskarten. Zur Sammlung gehört auch die Sammlung Nicolai, eine Klebebandsammlung mit 155 großformatigen Bänden aus dem 18. Jahrhundert.
- Tanz- und Ballett-Sammlung mit etwa 2.700 Bänden vornehmlich zur Geschichte von Tanz und Ballett
- Hölderlin-Archiv mit Handschriften und Erstdrucken Friedrich Hölderlins; Herausgeber der Internationalen Hölderlin-Bibliographie
- Stefan-George-Archiv mit u. a. dem Nachlass Stefan Georges und Ausgaben seiner Werke
- Ehemalige Bibliothek des Landesgewerbeamtes Baden-Württemberg

## NS-Raubgutforschung
Als erste Bibliothek in Baden-Württemberg suchte die Bibliothek von 2016 bis 2019 im Rahmen eines Projekts gezielt nach NS-Raubgut in ihren Beständen. Das Projekt wurde gefördert vom Deutschen Zentrum Kulturgutverluste und dem Ministerium für Wissenschaft, Forschung und Kunst des Landes Baden-Württemberg. Über 100.000 Bände antiquarischer Erwerbungen aus den Jahren 1950 bis 1970 wurden am Standort auf sogenannte Provenienzmerkmale, also Merkmale von Vorbesitzern, hin durchgesehen. Die Ergebnisse wurden in einer hauseigenen Datenbank festgehalten, verdächtige Fälle wurden im Provenienz-Wiki des GBV und in der lostart-Datenbank des Deutschen Zentrums Kulturgutverluste dokumentiert. Ziel ist die Restitution geraubter Bände an die rechtmäßigen Erben.

## Kunst am Bau
Außerhalb und innerhalb der Landesbibliothek ist eine Reihe von Kunstwerken aufgestellt oder aufgehängt, die im Folgenden vorgestellt werden. Einige davon sind besonders bemerkenswert:
- die 36 großformatigen typografischen Tafeln des Druckerkünstlers Josua Reichert, die über das ganze Haus verteilt sind,
- das Großrelief „Gutenberg und die Druckerpresse“ von Adolf von Donndorf, ein Überrest der ehemaligen Königlichen Landesbibliothek,
- das lebensgroße, stattliche Jugendbildnis des Bibliotheksstifters Herzog Carl Eugen von Pompeo Batoni und
- vor der Bibliothek die goldblinkende, mannshohe Skulptur von Bernhard Heiliger.

Bei allen Kunstwerken (außer den beiden Büsten) fehlen Schilder mit näheren Angaben über das Kunstwerk, selbst die oben aufgezählten Werke sind nicht gekennzeichnet, insbesondere fehlt ein Hinweis auf den Künstler der allenthalben aufgehängten Schrifttafeln.

### „Herzog Carl Eugen“ von Pompeo Batoni

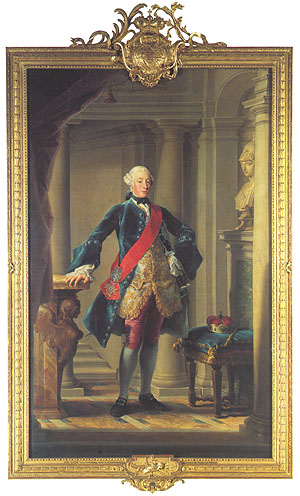
„Herzog Carl Eugen“ von Pompeo Batoni, 1753.

Im Jahr 1753 unternahm der 25-jährige württembergische Herzog Carl Eugen zusammen mit seiner ersten Frau Elisabeth Friederike Sophie eine Reise nach Italien. In Rom ließ er sich und seine Frau von Pompeo Batoni porträtieren. „Batoni war der gefragteste Maler Roms in der zweiten Hälfte des 18. Jahrhunderts. Er arbeitete für Päpste, Kaiser, Könige und den europäischen Adel. Vornehme Reisende, vor allem aus Irland und England, besuchten ihn auf ihrer Grand Tour, besichtigten sein Atelier, saßen Modell für ein Porträt oder bestellten allegorische, religiöse oder mythologische Gemälde.“
Carl Eugen schenkte sein Bildnis der 1765 von ihm in Ludwigsburg gestifteten Herzoglichen Öffentlichen Bibliothek. Es befindet sich noch heute im Besitz der Württembergischen Landesbibliothek, der Nachfolgeinstitution dieser Bibliothek. Das Bildnis zeigt den jugendlichen Herzog im Alter von 25 Jahren in einem klassizistischen Interieur in Herrscherpose und festlichem Ornat. „Die Machtinsignien Herzoghut und Szepter werden auf einem Samtkissen präsentiert, das auf einem Stuhl unter der Büste der Minerva Giustiniani liegt. Die Büste ist weniger als Souvenir der Grand Tour des Herzogs zu verstehen, sondern als Ausdruck seiner Weisheit und militärischer Macht.“
Das Bild hängt normalerweise im ersten Stock der Bibliothek an einer Wand in unmittelbarer Nähe der Information. Wegen der Arbeiten am Erweiterungsbau der Bibliothek konnte das Gemälde aus Schutzgründen nicht an seinem Platz belassen werden und wurde in das Landesmuseum Württemberg im Alten Schloss in Stuttgart verbracht. Dort kann es während der Bauzeit des Erweiterungsbaus und der Renovierung des Gebäudes von 1970 (bis ca. 2026) besichtigt werden.

### „Gutenberg und die Druckerpresse“ von Adolf von Donndorf
Im Untergeschoss der Bibliothek, wo sich die Cafeteria und der Ausstellungsraum („Buchmuseum“) befinden, ist an einer der Wände ein über zwei Meter hohes Hochrelief in einer Mauernische eingelassen. Das Relief „Gutenberg und die Druckerpresse“ ist ein Werk des Stuttgarter Bildhauers Adolf von Donndorf und eines von sechs rechteckigen Sandsteinreliefs, die er 1885 bis 1888 für die Königliche Landesbibliothek entwarf.
Zwei Reliefs waren in etwa 20 Meter Höhe am Mittelrisalit angebracht, vier andere an den Flanken der beiden Eckrisalite des Gebäudes. Diese stellten die Entwicklung der Schreib- und Druckkunst dar (von links nach rechts): ein ägyptischer Schreiber beim Meißeln von Hieroglyphen, ein Grieche beim Beschriften einer Pergamentrolle, schreibende Mönche im Skriptorium sowie Gutenberg und die Druckerpresse. Vier Rundmedaillons unter den Reliefs wiesen durch Jahreszahlen auf wichtige Stationen der Bibliotheksentwicklung hin (von links nach rechts): 1765 Gründung der Herzoglichen Öffentlichen Bibliothek durch Herzog Carl Eugen, 1777 Umzug ins Herrenhaus, 1820 Umzug an den heutigen Standort in das Invalidenhaus und 1883 Errichtung der Königlichen Landesbibliothek an gleicher Stelle.
| |  |
| Links: Relief „Gutenberg und die Druckerpresse“ von Adolf von Donndorf, 1885–1888. Rechts: Königliche Landesbibliothek mit Donndorfs Relief an der Gebäudeecke rechts oben. |  |

Das wuchtige, 225 cm hohe und 146 cm breite Hochrelief in der Landesbibliothek zeigt einen Druckergesellen, der die Spindel der Druckerpresse dreht, während Gutenberg im Vordergrund sitzt und ein fertiges Buch prüfend in Augenschein nimmt.
Im Zweiten Weltkrieg wurde der historische Landauer-Bau 1944 beschädigt, wurde aber 1946 wiederaufgebaut. Erst im Zuge des Neubaus von 1970 wurde die Alte Landesbibliothek abgerissen. Das Gutenberg-Relief konnte geborgen werden, ebenso rettete der Verschönerungsverein Stuttgart weitere Werke von Donndorfs Hand, die beiden Reliefs des Mittelrisalits – Allegorie der Dichtkunst (Orpheus und Pegasus) und der Wissenschaft (Herakles und Sphinx) – sowie zwei Kapitelle. Diese Bauteile wurden 1973 im Janusz-Korczak-Weg an der U-Bahn-Haltestelle Europaplatz Stuttgart-Fasanenhof aufgestellt. Ein weiteres Werk von Adolf von Donndorf in Stuttgart ist das Schillerdenkmal vor dem Großen Haus des Württembergischen Staatstheaters aus dem Jahr 1913.
| → Reste der Alten Landesbibliothek am Europaplatz                                            |
| - Allegorie der Dichtkunst (Orpheus und Pegasus) und der Wissenschaft (Herakles und Sphinx). |
| - Kapitell und Eckquader. - Kapitell und Blendpfeilerfragment.                               |

### Büste Theodor Heuss
Die Bronzebüste von Theodor Heuss, dem ersten deutschen Bundespräsidenten, ist das Werk des Bildhauers und Malers Wilhelm Hager. Künstler- und Politikerporträts gehörten zu den Hauptarbeitsfeldern des Künstlers, „wobei die Porträtbüsten von Thomas Mann (1953 Erlenbach am Zürichsee), Hermann Hesse (1953 Montagnola, Casa Camuzzi) und Theodor Heuss (1958 Bonn) wichtige Marksteine in Hagers Wirken darstellen“. Die Büste ist im Erdgeschoss der Bibliothek zusammen mit der Büste von Wilhelm Hoffmann im Foyer des Direktoriums aufgestellt, siehe Büste Wilhelm Hoffmann.

### Büste Wilhelm Hoffmann
Die Bronzebüste von Wilhelm Hoffmann, dem ersten Direktor der Württembergischen Landesbibliothek nach dem Zweiten Weltkrieg, schuf 1958 seine Frau Elfriede Hoffmann geb. Müller (1898–1974). Die Büste ist im Erdgeschoss der Bibliothek zusammen mit der Büste von Theodor Heuss im Foyer des Direktoriums aufgestellt, siehe Büste Theodor Heuss.

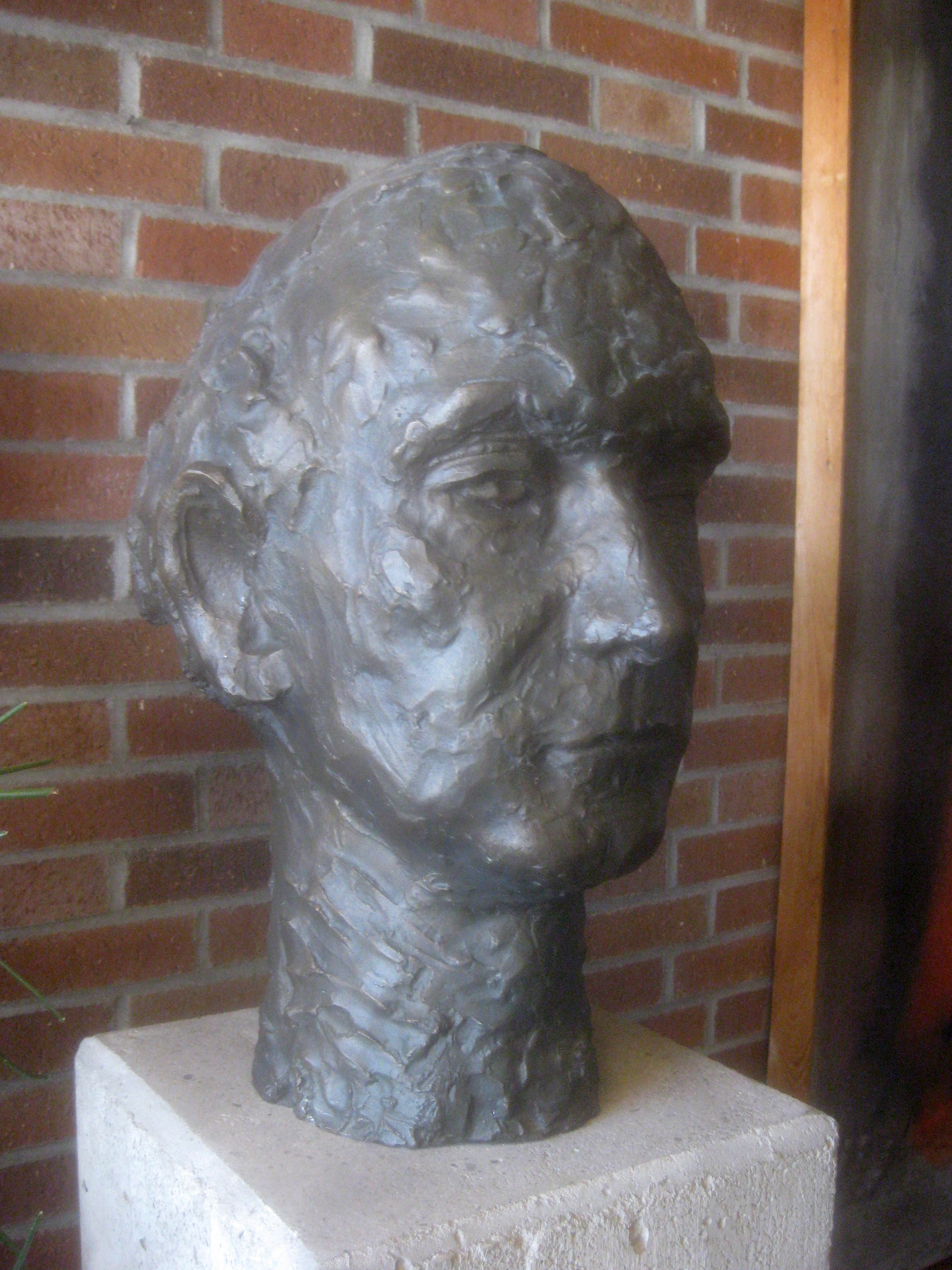
Wilhelm Hoffmann von Elfriede Hoffmann, 1958.

### Wandteppich von Magdalena Abakanowicz
Der Wandteppich „Gewebe 24 in rot und schwarz“ ist ein Werk der polnischen Textilkünstlerin und Bildhauerin Magdalena Abakanowicz. Der Teppich ist 300 cm hoch und 413 cm breit und entstand 1963, noch vor der Fertigstellung der Landesbibliothek im Jahr 1970. Er hängt seitdem in einer dunklen Ecke des Erdgeschosses, an der Wand zwischen der Garderobe und dem Foyer der Direktion.

### „Monsum“ von Alexander Camaro
Das abstrakte Ölgemälde „Monsum“ (Höhe 180 cm, Breite 160 cm) ist ein Werk des Malers und Tänzers Alexander Camaro. Das Gemälde entstand 1965, noch vor der Fertigstellung der Landesbibliothek im Jahr 1970. Das Bild hängt im Erdgeschoss der Bibliothek, im Foyer der Direktion.

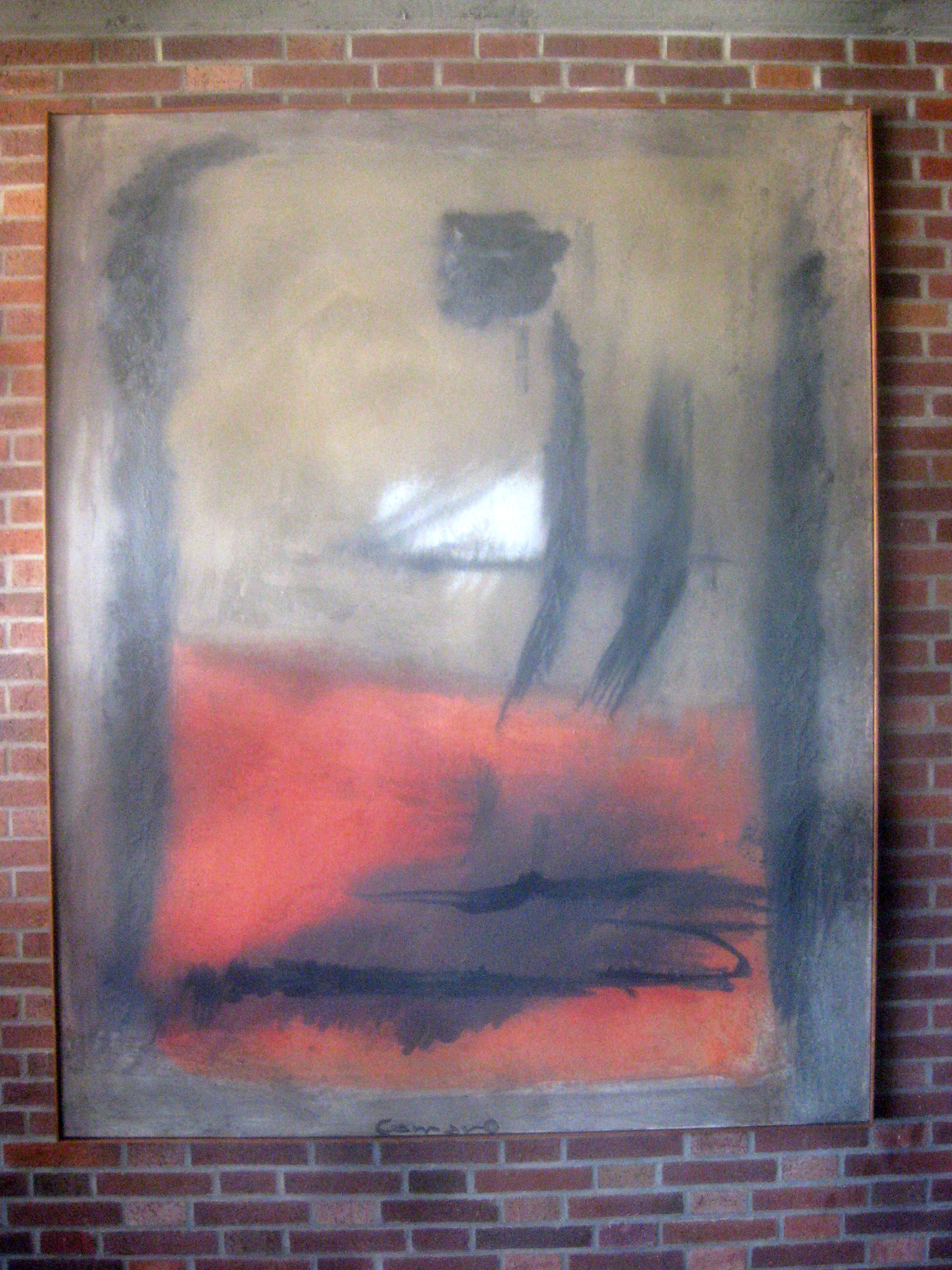
„Monsum“ von Alexander Camaro, 1965.

### „Montana I“ von Bernhard Heiliger
Wenn man die sogenannte Kulturmeile an der Konrad-Adenauer-Straße entlang schlendert, trifft man vor der Landesbibliothek auf eine Bronzeskulptur, die in der Sonne mit ihrer vergoldeten Oberfläche einen strahlenden Glanz entfaltet, und wie ein Vogel mit ausgebreiteten Schwingen oder ein aufgeschlagenes, kostbares Buch anmutet. Die Skulptur „Montana I“ (Höhe: 105 cm, Breite: 305 cm) ist ein 1968 geschaffenes Werk des Bildhauers Bernhard Heiliger. Während der Bauzeit des Erweiterungsbaus der Bibliothek (2016–2018) ist die Skulptur magaziniert und daher nicht zugänglich.
| - Vorderseite. | - Rückseite. |

### „Stuttgarter Drucke“ von Josua Reichert

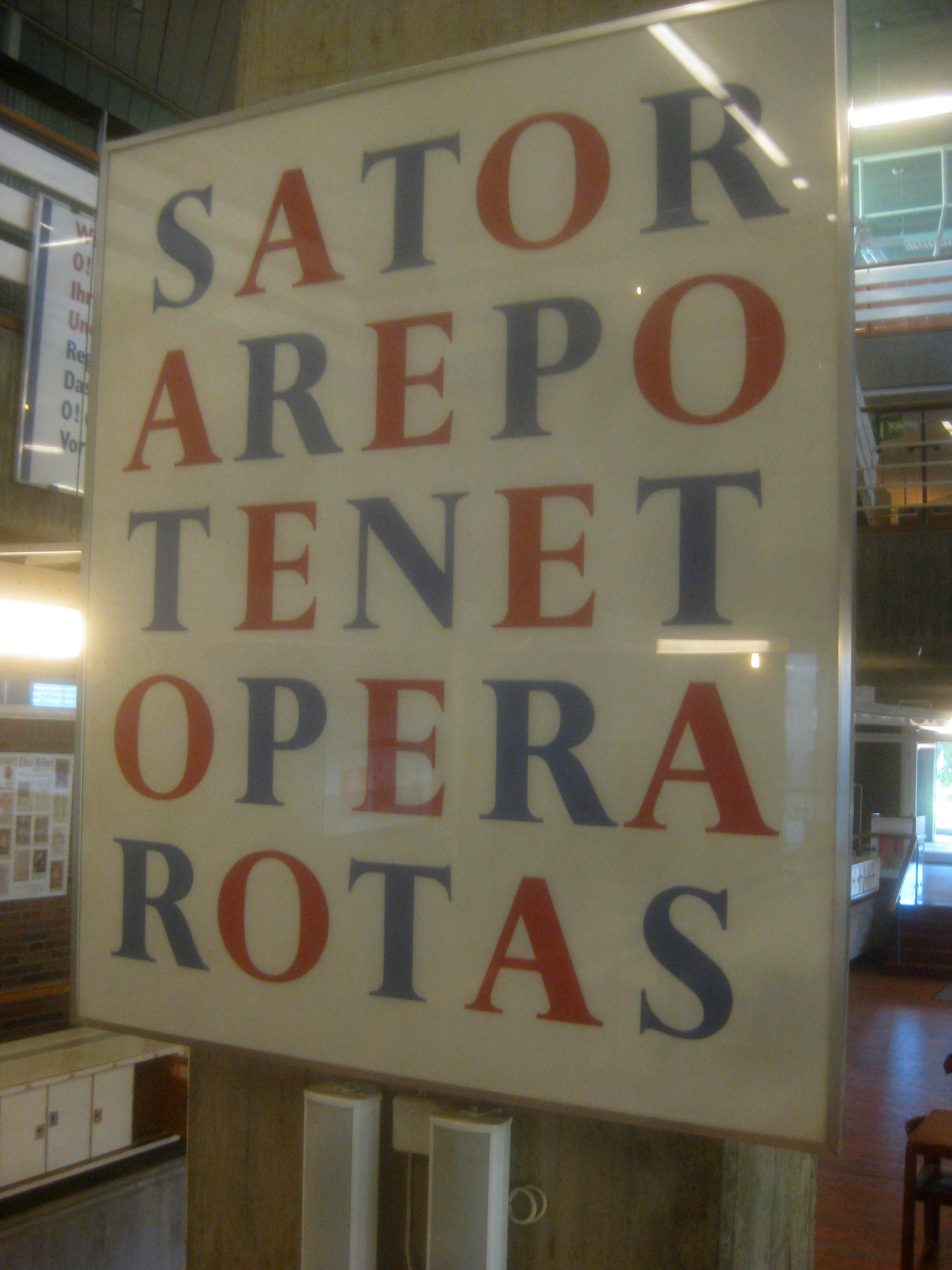
Antikes Palindrom, SB 14.

Wer sich im Innern der Bibliothek bewegt, „stolpert“ auf Schritt und Tritt mit dem Auge über großformatige Schrifttafeln, die über das ganze Haus verteilt an Wänden und Stützen aufgehängt sind (→ Abbildung des Innenraums). Die typographischen Tafeln zeigen in stilvoller Darstellung und kunstvoller Anordnung rechteckige Formate mit Buchstabenbeispielen aus den klassischen, die europäische Typographie bestimmenden Schriften, Beispielen mit und ohne Text aus dem Hebräischen, Persischen, Griechischen, Lateinischen, Englischen und Deutschen und fünf Rundbilder, ein Gegenbild zu den Buchstabenbeispielen, die er wie sein Lehrer HAP Grieshaber der „Poesia Typographica“ zurechnet. Die Formate variieren zwischen 100 cm und 280 cm in Höhe oder Breite, die Rundbilder haben einen Durchmesser von etwa einem Meter.
Die Schrifttafeln schuf der Stuttgarter Künstler Josua Reichert, der sich selbst bescheiden „Josua Reichert – Drucker“ nennt. Josua Reichert hat mit seinen „Stuttgarter Drucken“ die Typografie aus ihrem „Gefängnis“ zwischen den Buchdeckeln befreit, wo sie nur der Bücherleser wahrnehmen kann, während die Typografie-Tafeln in der Landesbibliothek ihr Eigenleben als freie Kunstwerke führen dürfen. Die 36 Werke, die er auch als „Schrift-Bilder“ bezeichnet, wurden in zwei Tranchen 1971 und 1973 in der Bibliothek aufgehängt. Nicht alle sind auf Anhieb zu finden, manche hängen an weniger frequentierten Stellen, zum Beispiel im Gang zu den Direktionsräumen oder im Treppenhaus zum Sonderlesesaal.
Über die Entstehung seiner Stuttgarter Drucke berichtet Josua Reichert:
„Die Bedingung, daß ein Kunstwerk fest mit dem Bau verbunden sein muß, hätte mich bei der ersten Besprechung der Arbeit für die Württembergische Landesbibliothek fast in die Knie gezwungen. Ich sah Glasfenster, Graffiti, Mosaike, Fußböden, Fresken, angestrichene Betonwände. Ich sah keine Drucke an den Wänden. Dann gelang es mir, die Kommission zu überzeugen, daß ein großer Druck, wenn er verglast und eingerahmt ist, allein durch sein Gewicht schon fest mit dem Bau verbunden ist. Mit der Arbeit an den ‚Stuttgarter Drucken’ begann etwas für mich gänzlich Neues, das die beiden folgenden Jahrzehnte hauptsächlich bestimmen sollte. Mein Interesse verlagerte sich auf den großformatigen Handdruck.“

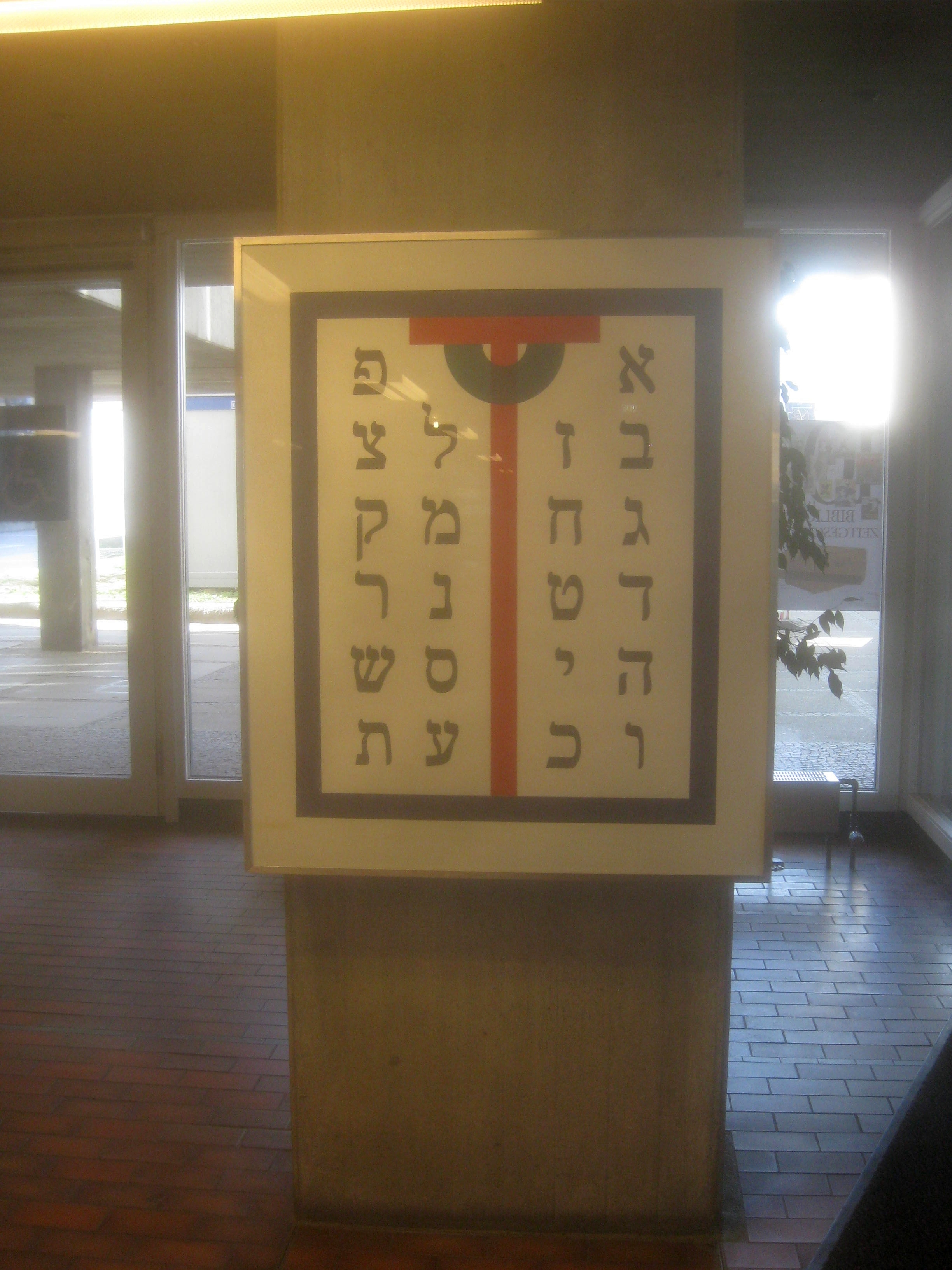
Hebräisches Alphabet, SB 7.
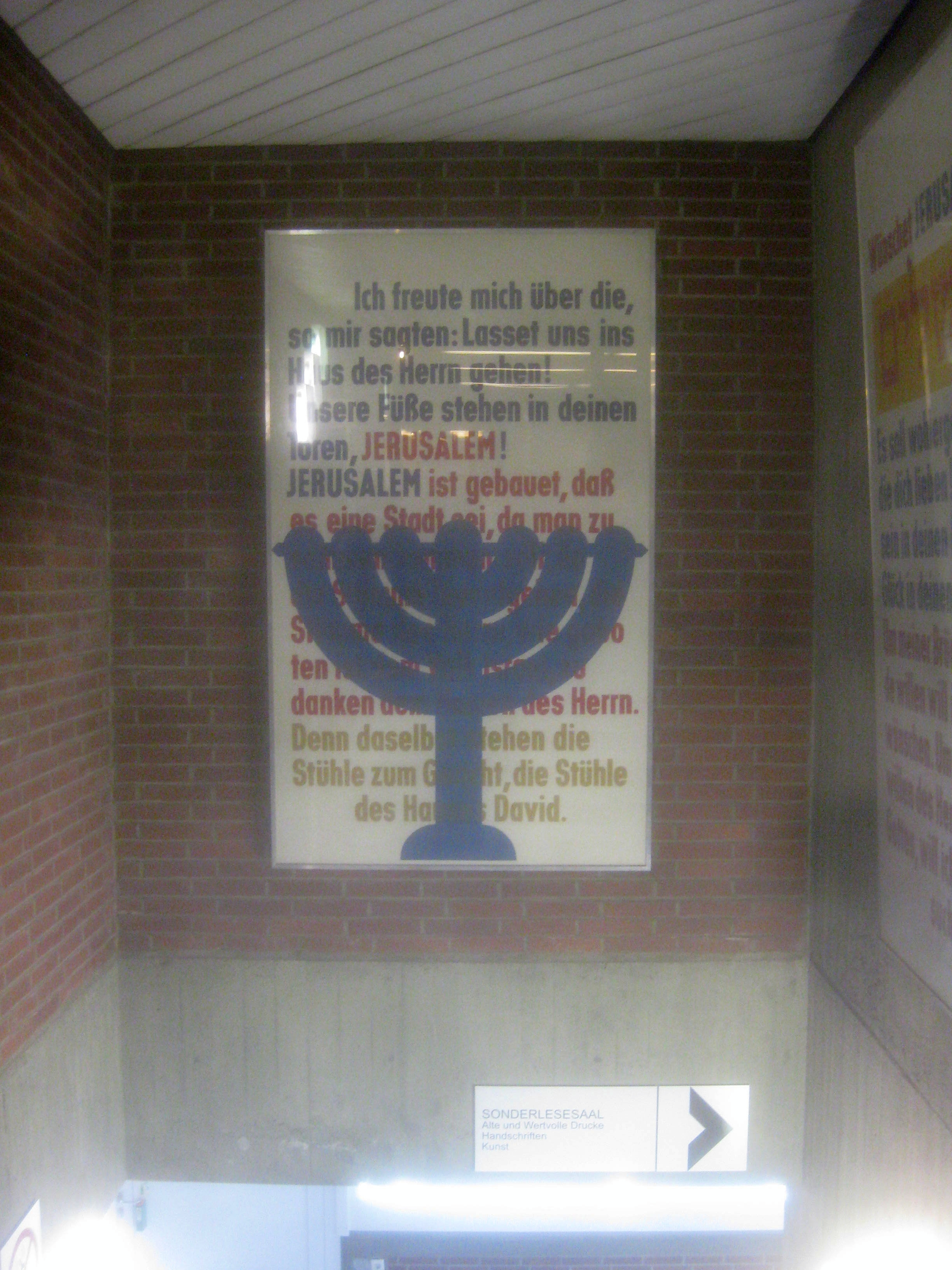
Psalm 122, Vers 1–5, SB 9.1.
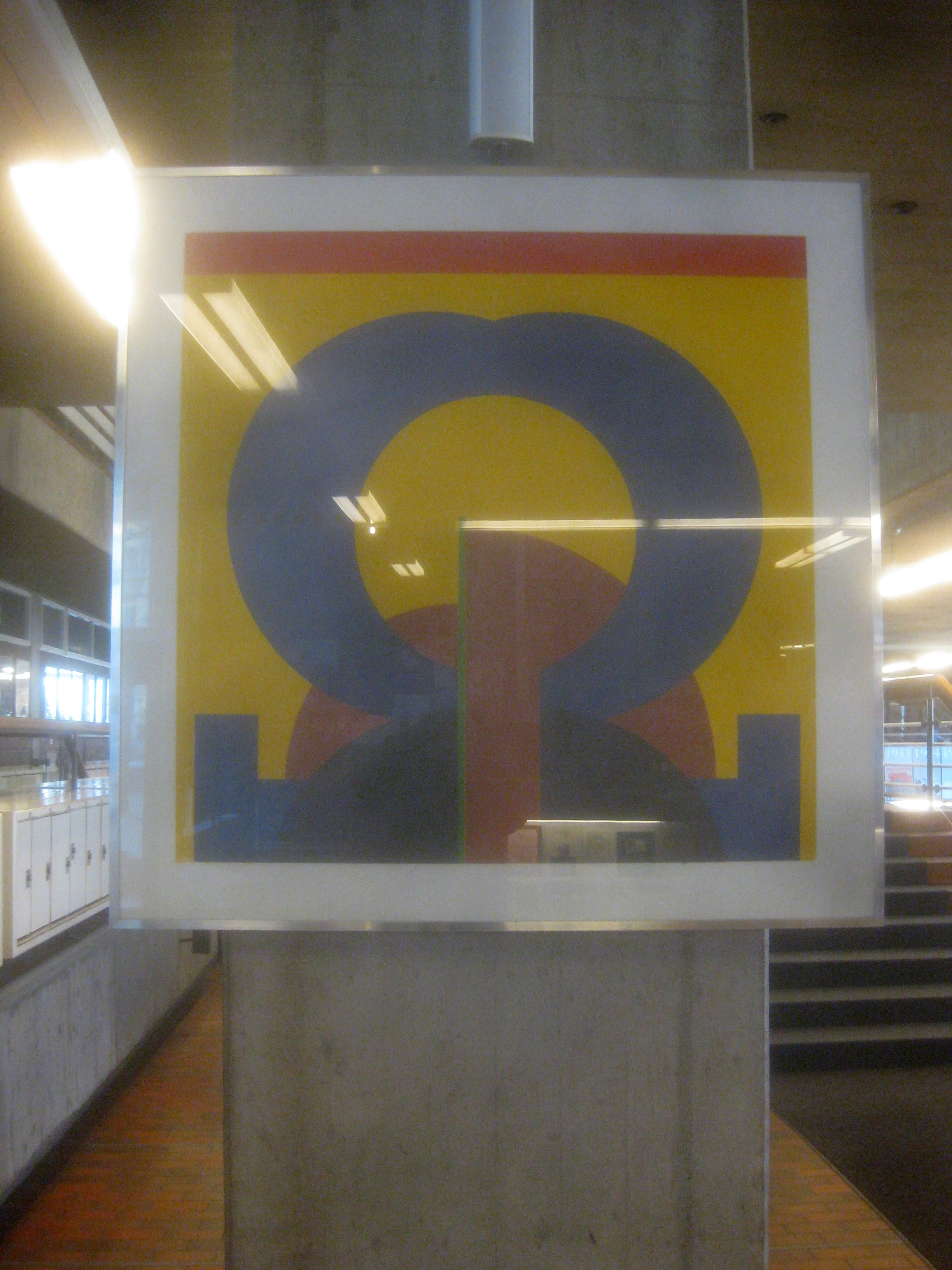
Komposition mit Omega, SB 11.
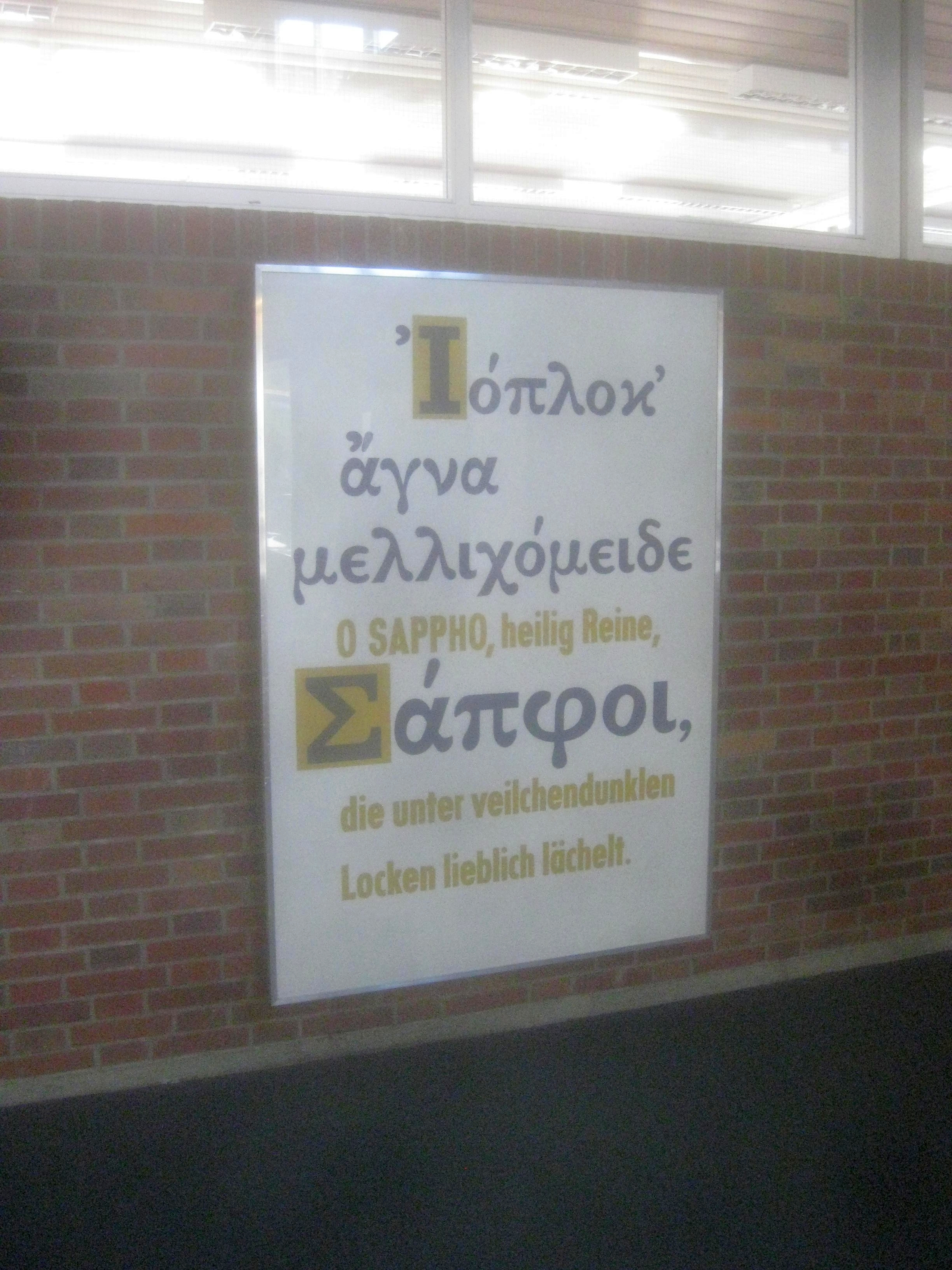
Gedichtfragment des Alkaios, SB 12.
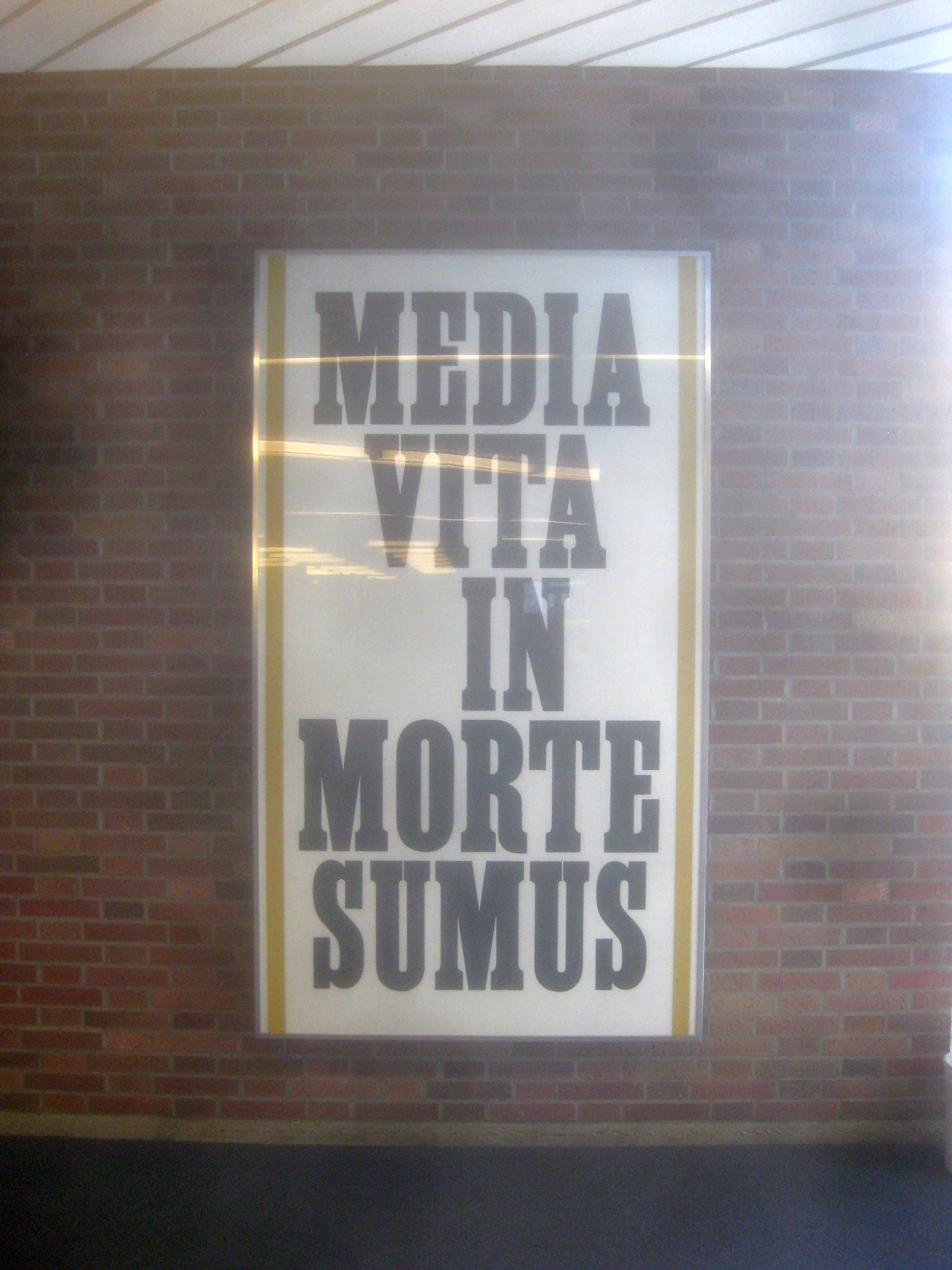
Antiphon von Notker Balbulus, SB 15.
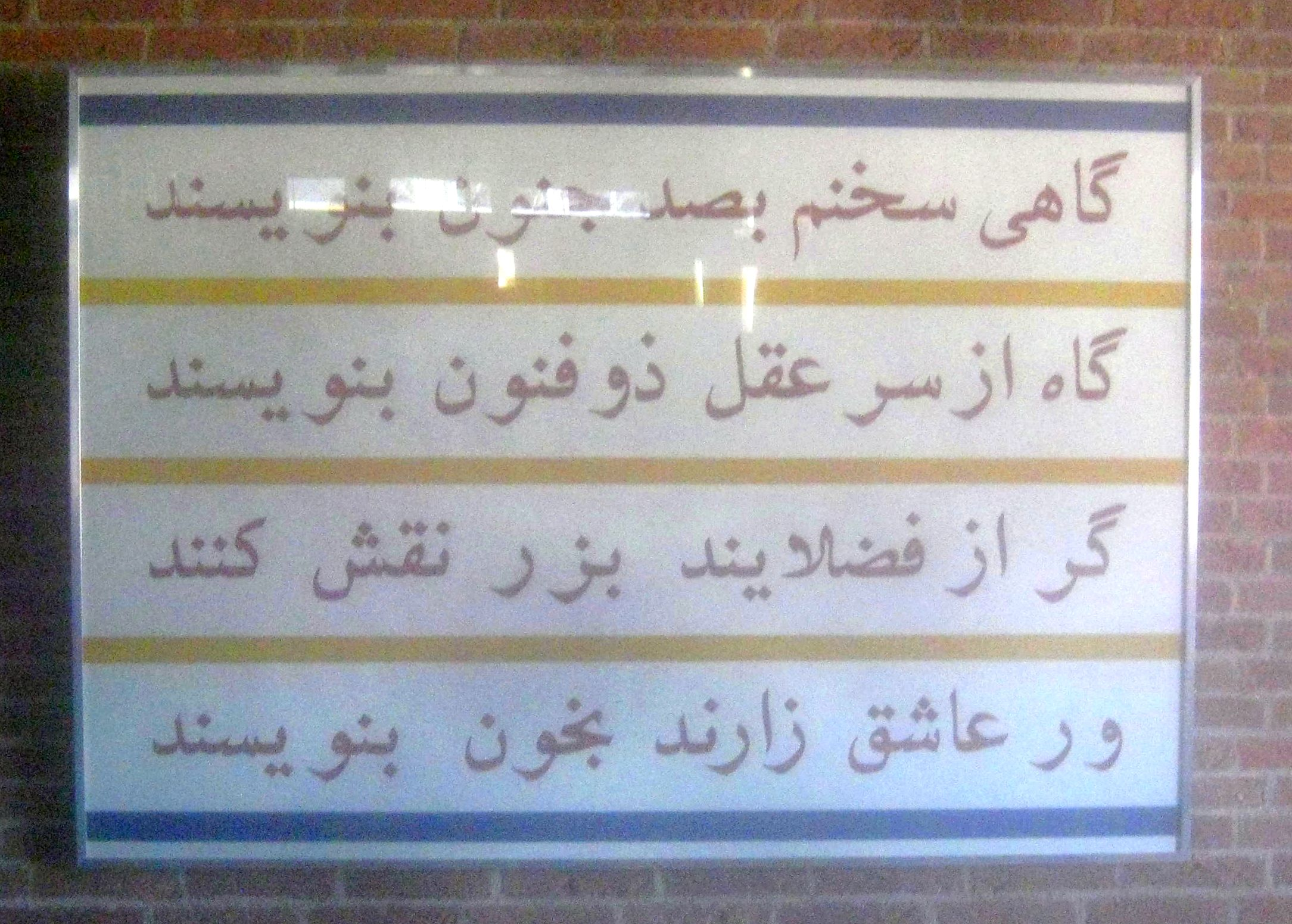
Gedicht von Fariduddin Attar, SB 18.
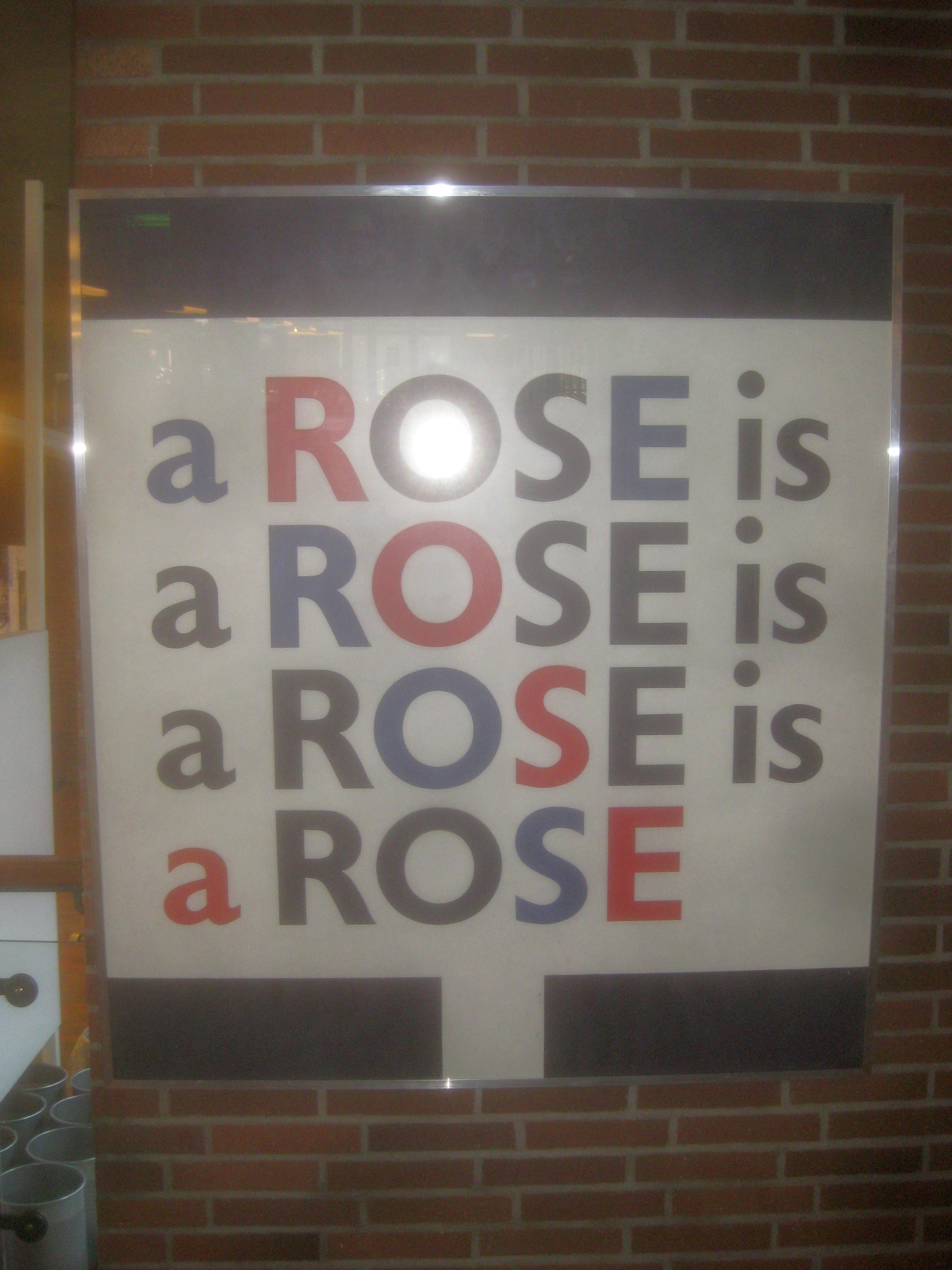
Gedichtzeile von Gertrude Stein, SB 24.
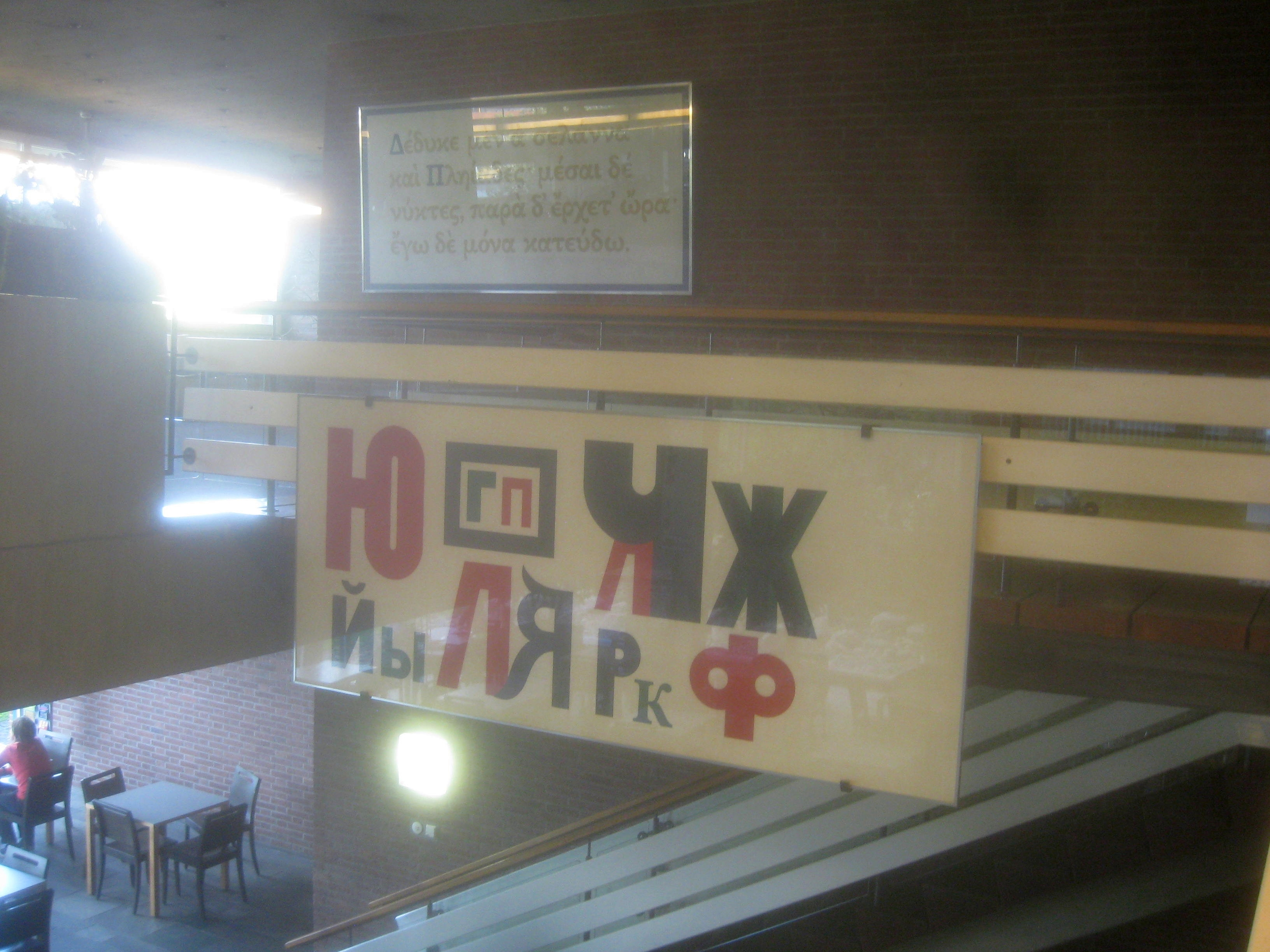
Gedichtfragment von Sappho, SB 13, und Kyrillischer Typenbogen, SB 25.

### Allgemein
- Karl Löffler: Geschichte der Württembergischen Landesbibliothek, Leipzig: Harrassowitz 1923.
- Württembergische Landesbibliothek Stuttgart. Stuttgart 1971 (Bibliotheksführer anlässlich des Neubaus 1970).
- Württembergische Landesbibliothek Stuttgart. Ein Führer durch ihre Geschichte und ihre Sammlungen. Stuttgart 1990, ISBN 3-88282-026-8 (Bibliotheksführer zum 225-jährigen Jubiläum).
- Felix Heinzer: Württemberg State Library. In: David H. Stam (Hrsg.): International Dictionary of Library Histories. Fitzroy Dearborn, Chicago und London 2001, ISBN 1-57958-244-3, Bd. 2, S. 936–938.
- Markus Malo: Die Kataloge der Königlichen Öffentlichen Bibliothek und der Württembergischen Landesbibliothek Stuttgart. Stuttgart: Württembergische Landesbibliothek, 2002. ISBN 3-88282-058-6, doi:10.18419/opus-6914.
- Hans-Christian Pust: Die Gebäude der Württembergischen Landesbibliothek 1765–1965. In: #Trost 2015.1, Seite 102–115.
- Vera Trost (Hrsg.): Carl Eugens Erbe: 250 Jahre Württembergische Landesbibliothek; eine Ausstellung der Württembergischen Landesbibliothek aus Anlass ihrer Gründung am 11. Februar 1765 vom 11. Februar 2015 bis 11. April 2015. Stuttgart 2015.
- Hannsjörg Kowark: 250 Jahre Württembergische Landesbibliothek. In: Rundbrief des Württembergischen Geschichts- und Altertumsverein. Nr. 19 (April 2015), S.1-4.
- Hans-Christian Pust: Das Gebäude der Königlichen Öffentlichen Bibliothek in Stuttgart. Ein „mustergiltiger“ Bibliotheksbau? In: Klaus Gereon Beuckers (Hrsg.): Bibliotheksarchitektur um 1900. Die Kieler Universitätsbibliothek von Gropius und Schmieden im Kontext europäischer Bibliotheksbauten (= Kieler kunsthistorische Studien, N.F., Bd. 20). Ludwig, Kiel 2020, S. 165–182, ISBN 978-3-86935-379-1.

### Speziell
- Cornelia Bandow:  Handschriften des Mittelalters – die großen Bibliotheken in Baden-Württemberg und ihre Schätze. Staatsanzeiger-Verlag, Stuttgart 2007. ISBN 978-3-929981-69-8 und ISBN 3-929981-69-6.
- Maria Sophia Buhl, Lotte Kurras: Die Handschriften der Württembergischen Landesbibliothek Stuttgart (= Die Handschriften der ehemaligen königlichen Hofbibliothek. Band IV/2). Wiesbaden 1969.
- Karl Konrad Finke: Die ersten tausend Tage der Ära Geh in der Württembergischen Landesbibliothek. Erinnerungen aus dem Blickwinkel der Benutzung und des Fachreferatsbereichs. In: Birgit Schneider, Felix Heinzer, Vera Trost (Hrsg.): Bücher, Menschen und Kulturen. Festschrift für Hans-Peter Geh zum 65. Geburtstag. Saur, München 1999. ISBN 3-598-11399-4, S. 29–44. (Dokumentation des Bezugs des WLB-Neubaus von 1970 mit grundlegenden Änderungen bei Benutzung, Bucherwerbung und Katalogsituation 1970–1973.)
- Traudel Himmighöfer: Die Bibelsammlung der Württembergischen Landesbibliothek Stuttgart und ihr gedruckter wissenschaftlicher Katalog. In: Blätter für württembergische Kirchengeschichte. Band 95, 1995, S. 273–298.
- Ulrich Sieber: Verknappung, Verlagerung, Vernichtung. Die Württembergische Landesbibliothek in schwerer Zeit zwischen 1933 und 1945. In:  Birgit Schneider, Felix Heinzer, Vera Trost (Hrsg.):  Bücher, Menschen und Kulturen. Festschrift für Hans-Peter Geh zum 65. Geburtstag. Saur, München 1999, ISBN 3-598-11399-4, S. 14–28. (Anschluss an die Monografie zur Geschichte der WLB von Karl Löffler, Leipzig 1923).
- Christian Herrmann (Hrsg.): Gottes Wort für alle Welt!? Bibeln und Mission im kolonialen Kontext. Thorbecke, Ostfildern 2025, ISBN 978-3-7995-2102-4.

### Kunst am Bau
- M. Benzler: Die Stuttgarter Drucke von Josua Reichert. Stuttgart-Bad Cannstatt 1972. – Mit einigen Werkabbildungen in Schwarzweiß oder Farbe und schwarzweiße Innenraumfotos mit den Stuttgarter Drucken.
- Ulrike Fuchs: Der Bildhauer Adolf Donndorf. Leben und Werk. Stuttgart 1986, Seite 133, Abbildungen: 36, 101, 134. – Gutenberg-Relief von Adolf von Donndorf.
- Bärbel Küster (Herausgeberin); Wolfram Janzer (Fotos): Skulpturen des 20. Jahrhunderts in Stuttgart, Heidelberg 2006, Seite 124–127. – „Montana I“ von Bernhard Heiliger.
- Josua Reichert; Waltraud Pfäfflin (Bearbeiterin); Klaus Maurice (Bearbeiter): Josua Reichert, Werkverzeichnis 1959–1995 : mit Anmerkungen des Künstlers zu seinen Werkgruppen. Ostfildern-Ruit 1997, Seite 150–155, Nummer SB 1-SB 34. – Mit Farbabbildungen aller Stuttgarter Drucke.
- Vera Trost: Das Batoni-Gemälde des Herzogs Carl Eugen von Württemberg. In: WLB forum, Jahrgang 9, 2008, Heft 1, Seite 19–23, online.
- Vera Trost: „Kunst am Bau“ in der Württembergischen Landesbibliothek. In: WLB forum, Jahrgang 12, 2010, Heft 1, Seite 30–37, online.
- Vera Trost: Herzog Carl Eugen im Porträt von Pompeo Batoni. In: #Trost 2015.1, Seite 26–31.
- Vera Trost: Kunst am Bau. Bernhard Heiligers „Montana I“ und Josua Reicherts Stuttgarter Drucke. In: #Trost 2015.1, Seite 116–123.